# Gros-Morne (Haiti)
Gros-Morne (Haitianisch-Kreolisch: Gwo Mòn) ist eine Gemeinde im Norden des Départements Artibonite von Haiti und Hauptort des gleichnamigen Arrondissements.

## Geschichte
Die früheste Erwähnung des Ortes Gros-Morne ist die Inbesitznahme durch Toussaint Louverture im Jahr 1793 für Spanien. In den verschiedenen internen Auseinandersetzungen, die die Geschichte Haitis im 19. Jahrhundert kennzeichnen, spielte Gros-Morne eine untergeordnete Rolle.
Im Rahmen der Krise in Haiti seit 2018 verhängte die Regierung am 19. Juli 2024 für einen Monat den Ausnahmezuständ (état d’urgence) über einen Teil der Gemeinde.

## Lage und Beschreibung
Gros-Morne liegt in einem zwischen den östlichen Hängen der Terre-Neuve-Bergkette und den westlichen Massiven der nördlichen Bergkette befindlichen Becken. Der Flusslauf der „Les Trois Rivières“, des Hauptgewässers in der Region, stellt den Übergang zwischen den Wasserläufen des Nordens und des Nordwestens Haitis dar.
Nach dem Zensus des Jahres 2015 stellt sich die altersmäßige Verteilung der Einwohner wie folgt dar:
- 38 % sind unter 15 Jahre alt,
- 55 % haben ein Alter zwischen 16 und 64,
- 7 % sind 65 Jahre alt und älter.[1]

Neben dem Stadtzentrum Ville de Gros-Morne bestehen acht ländliche Gemeindebezirke:
1. Boucan-Richard (rund 8.000 Einwohner) mit Bigo, Cadette, Canal, Cazimir, Charles, Fond-Frais, Guimbi, La Bonne, La Fortune, La Rate, La Source, Lourou, Mahotière, Source-Coulée und Source-Courte;
2. Rivière-Mancelle (rund 32.000 Einwohner) mit Barrière Battant, Corail, Cressac, Espéri, Figaro, Fond-Mars, Gommier, Grand-Croix, Lambert, La Source, Martin, Nan Bareau, Nan Besoin, Nan Campêche, Nan Chateau, Nan Cote, Nan Philippe und Roche-Filée;
3. Rivière-Blanche (rund 36.000 Einwohner) mit Amuscat, Canifice, Forge, Grande-Place, Haut-Morne, Lagon-Brunette, La Quois, Nan Lagon, Nan Pangnol, Nan Susette, Passe-Crébété, Platon-Bontemps, Savanne-Pomme, Ti Fond-Pelletier und Ti Jardin;
4. L'Acul (rund 18.000 Einwohner) mit Apollon, Barrière-Batant, Biscaye, Chabe, La Rue, Motobant, Nan Mapou, Nan Paul, Nan Pierrette, Nan Savonnette, Saut-Biscagne, Savane-Carrée, Savane-Longue, Ti David, Treuil und Verneuil;
5. Pendu (rund 11.500 Einwohnern) mit Bréa, Caimite, Carrefour Lalandre, Cocagne, Descambe, Dumas, Nan Donna, Nan Joye, Reche und Tricote;
6. Savane-Carrée (rund 20.000 Einwohner) mit Barateau, Bas-la-Source, Bauvoir, Benjamin, Bernado, Bien-Aimé, Bizard-Nicole, Ca Mars, Cantave, Casoin, Chaise, Corose, David, Dieujuste, Digoterie, Doncor, Dos d'Ane, Duncan, Dupuy, Fond-Duroc, Fond-Zombi, Grande-Plaine, Herbes-à-Flèches, Janvier, Jolivert, La Boulée, La Boutique, Lacorne, La Croix, La Pucelle, Latanier, L'Etable, Léveillé, Mayo, Nan Couman, Nan François, Nan Franger, Sapotille, Savane-Larate, Songe, Souqui, Ti Davis und Viard;
7. Moulin (rund 11.500 Einwohner) mit Agelaroua, Baden, Bellevue, Boutin, Ca Jean, Ca Martin, Cammon, Dosny, Duchabre, Du Charbe, Faguet, Grépin, Labatte, Laroi, Lormant, Méron, Opet, Tache, Ti Fond und Ti Moulin.sowie
8. Ravine Gros-Morne (rund 20.000 Einwohner) mit Bois-Debout, Boulo, Boyer, Ca Matin, Chacho, Chatelain, Décossière, Dougoudou, Figuier, Fond-Ibo, Guerin, Lianne, Macabon, Macaque, Nan Matin, Nan Pont, Pérou, Ti Guinée, Trois-Poteaux, Trope und Vintin.

Die Route Nationale RN-5 verläuft durch Gros-Morne und verbindet den Ort mit Port-de-Paix an der Atlantikküste im Norden (50 Kilometer) und im Süden mit Gonaïves am Golf de Gonave (29 Kilometer). Im Zentrum von Gros-Morne zweigt die Route Departementale 116 nach Plaisance an der RN-1 (33 Kilometer in südöstlicher Richtung) von der RN-5 ab.